# Christina Elschner
Christina Elschner ist eine deutsche Wirtschaftswissenschaftlerin.

## Leben
Nach dem Abschluss als Diplom-Kauffrau 2001 an der Universität Mannheim war sie von 2002 bis 2008 wissenschaftliche Mitarbeiterin Zentrum für Europäische Wirtschaftsforschung GmbH (ZEW), Mannheim, Forschungsbereich Unternehmensbesteuerung und Öffentliche Finanzwirtschaft. Nach der Promotion 2006 zum Dr. rer. pol. an der Universität Mannheim war sie von 2008 bis 2012 akademische Rätin an der Universität Mannheim, Area Accounting and Taxation. Seit 2012 ist sie Inhaberin der Professur für BWL, insb. Finanzwirtschaft und Steuerlehre an der Europa-Universität Viadrina.

## Forschung und Lehre
Ihre Forschungsschwerpunkte sind Fragen zum Einfluss von Steuern auf Entscheidungen von Unternehmen und Privatinvestoren vornehmlich im internationalen Bereich. Den Schwerpunkt ihrer Arbeit bilden Rechtsformentscheidungen von Unternehmen, Entscheidungswirkungen durch Steuervergünstigungen sowie die Arbeitnehmerbesteuerung.

## Schriften (Auswahl)
- mit Lothar Lammersen, Michael Overesch und Robert Schwager: The effective tax burden of companies and of highly skilled manpower: Tax policy strategies in a globalised economy. Mannheim 2005.
- Die Steuer- und Abgabenbelastung von grenzüberschreitenden Personalentsendungen. Baden-Baden 2008, ISBN 978-3-8329-3244-2.
- mit Jost H. Heckemeyer und Christoph Spengel: Besteuerungsprinzipien und effektive Unternehmenssteuerbelastungen in der Europäischen Union. Mannheim 2009.
- mit Christof Ernst und Christoph Spengel: Fiskalische Kosten einer steuerlichen Förderung von Forschung und Entwicklung in Deutschland – Eine empirische Analyse verschiedener Gestaltungsoptionen. Mannheim 2010.